# Mimosa coniflora
Mimosa coniflora är en ärtväxtart som beskrevs av Arturo Erhardo Erardo Burkart. Mimosa coniflora ingår i släktet mimosor, och familjen ärtväxter. Inga underarter finns listade i Catalogue of Life.